# Мусин, Булат Маратович
Мусин Булат Маратович (29 июля 1994 г.р., Новошешминский район, Республика Татарстан) — российский борец по поясной борьбе корэш, по борьбе на поясах. Обладатель кубка мира по корэш 2017 года и по борьбе на поясах 2021 года, чемпион мира по борьбе на поясах 2020, 2022 года, чемпион мира по поясной брьбе корэш 2023, 2024, 2025 года. Многократный чемпион чемпионатов России и всероссийских соревнований. Мастер спорта России по корэш, Заслуженный мастер спорта России по борьбе на поясах.

## Спортивная карьера

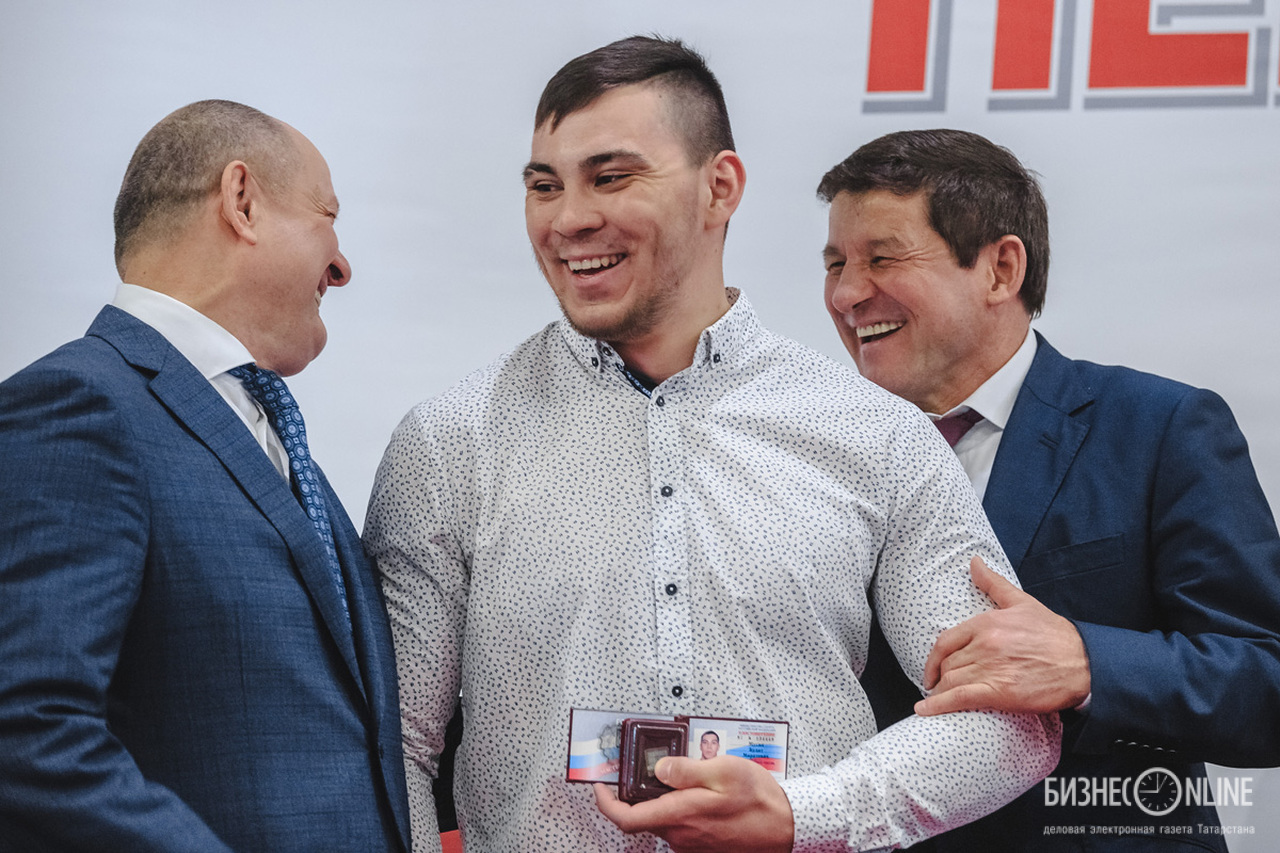
Вручение удостоверения мастера спорта России

Член сборной команды России с 2016 года. Живет в городе Казани.На республиканских соревнованиях выступает за г. Чистополь.  А на всероссийских соревнованиях выступает за Республику Татарстан. Тренируется в зале дворца единоборств «Ак Барс».
Так же, многократный батыр районных и республиканских сабантуев

## Достижения
- Кубок России по борьбе на поясах 2016 года;
- Чемпионат России по борьбе на поясах 2016 года;
- Чемпионат России по корэш 2016 года;
- Кубок Мира по корэш 2017 года[15];
- Чемпионат России по борьбе на поясах 2017 года;
- Чемпионат России по корэш 2017 года[16];
- Чемпионат России по корэш 2018 года;
- Чемпионат России по борьбе на поясах 2018 года;
- Чемпионат России по борьбе на поясах 2019 года[17];
- Чемпионат Мира по борьбе на поясах 2019 года;
- Чемпионат России по борьбе на поясах 2020 года[18];
- Чемпионат Мира по борьбе на поясах 2020 года[19]
- Кубок России по борьбе на поясах 2021 года;
- Чемпионат России по борьбе на поясах 2021 года;
- Кубок Мира по борьбе на поясах 2021 года;[20]
- Чемпионат России по борьбе на поясах 2022 года;[21]
- Чемпионат Мира по борьбе на поясах 2022 года[22] ;
- Чемпионат России по корэш 2023 года;
- Чемпионат Мира по корэш 2023 года;[23]
- Чемпионат России по корэш 2024 года;
- Чемпионат Мира по корэш 2024 года ;
- 5-е Всемирные Игры Кочевников Астана 2024г. Алыш;[24]
- Чемпионат России по корэш 2025 года;
- Чемпионат Мира по корэш 2025 года ;[25]

## Упоминания
1. «Татарстан яшьләре», 12.09.2019,(татар.) 15ая стр.
2. Лилия Фәттахова. Хыяллары да үзе кебек гади. «Идел»,(татар.) 2019 год, март, 12-15стр.
3. “Ярасыз спорт чәчәксез мәхәббәт кебек...” Татар батырлары көрәш буенча дөнья чемпионатына һәм сабан туйларына әзерме? (тат.). intertat.tatar. Дата обращения: 14 сентября 2020.
4. “Сүтеп-җыелган” көрәшчеләр... Россия чемпионнары ничек тәрбияләнә? (тат.). intertat.tatar. Дата обращения: 14 сентября 2020.
5. «Батыры не на майдане, а на диване»: как в Татарстане отметили Сабантуй-2020 - видео. tnv.ru. Дата обращения: 16 сентября 2020.